# Kandahar (film, 2023)
Pour les articles homonymes, voir Kandahar (homonymie).
Pour plus de détails, voir Fiche technique et Distribution.
Kandahar, Mission Kandahar au Québec, est un film américain réalisé par Ric Roman Waugh et sorti en 2023.

## Synopsis
Tom Harris officie comme agent infiltré pour la CIA. Déployé en Iran, il participe au sabotage d'une usine d'enrichissement d'uranium, semblable à celle de Natanz. Sur le chemin du retour, son officier traitant le convainc de faire un détour par l'Afghanistan, accompagné d'un interprète, Mohammed Doud, alias « Mo » pour une autre mission. Cependant, son identité et son rôle réel dans le sabotage sont rendus publics par une journaliste et il devient la cible de tous les ennemis de l'Occident dans la région. Le seul espoir de Tom et Mo consiste à traverser le désert jusqu'à un aérodrome dans la province de Kandahar, où un avion britannique pourra les exfiltrer; mais ils se retrouvent traqués non seulement par les Gardiens de la Révolution iraniens, mais aussi par les talibans inféodés aux Renseignements pakistanais.

## Fiche technique
- Titre original : Kandahar
- Titre québécois : Mission Kandahar
- Réalisation : Ric Roman Waugh
- Scénario : Mitchell LaFortune
- Musique : David Buckley
- Décors : Vincent Reynaud
- Costumes : Kimberly Adams-Galligan
- Photographie : MacGregor
- Montage : Colby Parker Jr.
- Production : Brendon Boyea, Gerard Butler, Basil Iwanyk, Christian Mercuri et Alan Siegel
- Sociétés de production : Thunder Road Pictures, G-BASE, Capstone Group et MBC Studios
- Sociétés de distribution : Open Road Films (États-Unis), Prime Video (France), Metropolitan Filmexport (France)
- Budget : n/a
- Pays de production :  États-Unis
- Langue originale : anglais
- Format : couleur - 2.39:1
- Genre : action
- Durée : 119 minutes
- Dates de sortie[2] :
  - États-Unis : 26 mai 2023
  - France : 4 août 2023 (sur Prime Video)
  - France :  1er septembre 2023 (sorti directement en vidéo)

## Distribution
- Gerard Butler (VF : Boris Rehlinger ; VQ : Louis-Philippe Dandenault) : Tom Harris
- Ali Fazal (VFB : Maxime Donnay) : l'agent Kahil Nasir de l'ISI
- Navid Negahban (VFB : Pedro Romero ; VQ : Manuel Tadros) : Mohammad « Mo » Doud, interprète de Tom
- Bahador Foladi (VFB : David Manet) : le colonel Farzad Asadi des Gardiens de la Révolution islamique
- Nina Toussaint-White (VFB : Sophie Pyronnet ; VQ : Sofia Blondin) : Luna Cujai, journaliste
- Vassilis Koukalani (en) : Bashar
- Mark Arnold (en) (VFB : Franck Dacquin) : Mark Lowe
- Tom Rhys Harries : Oliver Altman
- Corey Johnson (VFB : Philippe Allard) : Chris Hoyt, équipier de Tom
- Travis Fimmel (VFB : Nicolas Matthys ; VQ : Frédérik Zacharek) : l'agent Roman Chalmers de la CIA, officier traitant de Tom
- Ray Haratian (VFB : Daniel Nicodème ; VQ : Frédéric Desager) : Ismail Rabbani
- Olivia-Mai Barrett (en) : Ida Harris
- Rebecca Calder (en) (VFB : Claire Tefnin) : Corrine Harris (voix au téléphone)
- Faizan Munawar Varya : Ahmed Nasiri, chef taliban

Doublage européen (selon DVD)
- Studio de doublage : Dubbing Brothers (Belgique et France)
- Direction artistique : Aurélien Ringelheim (Belgique) - Déborah Perret (France)
- Adaptation : Déborah Perret
- Mixage : Renan Montabrut

Doublage québécois (selon Doublage.qc.ca)
- Studio de doublage : Cinélume
- Direction artistique : Thiéry Dubé
- Adaptation : Chloë Rolland

## Production
En juin 2016, Mitchell LaFortune — ancien officier de renseignement militaire — vend un script spéculatif, intitulé Burn Run, à la société de production Thunder Road Pictures. Il s'inspire de son expérience d'agent de la Defense Intelligence Agency basé en Afghanistan en 2013 durant les révélations d'Edward Snowden,. En juin 2020, Gerard Butler est annoncé comme tête d'affiche et producteur du film, alors rebaptisé Kandahar. Il retrouve par ailleurs Ric Roman Waugh, réalisateur de La Chute du Président et Greenland,.
Ali Fazal et Navid Negahban sont annoncés en décembre 2021. Nina Toussaint-White and Bahador Foladi rejoignent le casting au cours du même mois.
Le tournage débute en décembre 2021 en Arabie saoudite. C'est le premier blockbuster tourné dans la région d'Al-'Ula ainsi qu'à Djeddah. Les prises de vues s'achèvent en janvier 2022,.